# 陳錫卿
陳錫卿（1907年4月16日—1985年3月27日），字錕鋙。臺灣政治人物，出身南投縣竹山鎮望族，中國國民黨籍。為二戰後首任官派及民選彰化縣縣長。前後共三屆、任期九年，直到法規修改。被稱為「三元及第」縣長。

## 早年生平
陳錫卿父親陳元龍為林圯埔公學校（現竹山國小）訓導，育有六子一女，陳錫卿排行第一。台中一中畢業後，隨後保送臺北高等學校，後進入臺北帝國大學。
原本陳錫卿有資格保送醫科，由於受到陳彩龍（陳端堂之父）、彭清靠、陳紹楨等長輩鼓勵下，認為日本人雖不喜歡臺灣人讀政治，需要有台灣人走政治這條路，使陳錫卿改讀政治。在臺北帝國大學就讀時期，陳錫卿在同學許炎亭作媒下，與許碧梧訂婚，準備畢業後結婚。

## 滿洲時期
昭和七年（1932年，滿洲大同元年），陳錫卿畢業於臺北帝國大學文政學部法學科，3月21日與陳許碧梧結婚。適逢滿洲國大同學院來台舉辦高等文官試驗，應試合格，錄取後月給160元。相較下臺北帝國大學畢業生一個月僅三十元。遂決定前往滿洲國。陳錫卿與臺灣人黃榮澤、日人山本泰助獲得錄取。
陳錫卿於1933年自門司、釜山、大連前往滿洲國後，進入新京的大同學院受訓。同年10月結訓後，11月出任滿洲國文教部學務司教育科屬官。康德四年（1937年）5月調任為安東省公署視學官。康德六年（1939年）6月任北安省民生廳文教科長，9月以民生部事務官身份，派在教育司辦事。康德七年（1940年）5月辭官。
而後到上海任上海特別市政府參事，調往周佛海市長處擔任秘書，直到二戰結束。

## 彰化縣長任內
民國三十五年（1946年）4月，陳錫卿一家返臺。
1948年，陳錫卿參加全國縣長考試，取得任用資格。同年4月，便奉派擔任彰化市長。
1950年彰化縣成立後，陳錫卿奉派為首任縣長。在1951年首屆民選縣長選舉中，陳錫卿參選首任民選縣長，與國楨、陳萬福、黃漢樹競選。由於選舉期間陳錫卿採耳語傳播，說是把他的傳單貼在豬舍內，可防止「豬隻染上豬瘟」，由於當時選民智識水準較低，此一耳語果然奏效，農民相爭索取陳錫卿的傳單貼於自家豬舍牆壁，形成陳錫卿獨特的選舉手法。選舉結果陳錫卿以153,972票，囊括全縣總票數一半以上，當選彰化縣長。
由於陳錫卿在省轄市時期的彰化市長任內得到人和，更以動用各鄉鎮稅收建設彰化市作為對彰化市父老的聲明，而得以南投竹山偏僻處出身者一舉獲得過半選票、在第一次選舉就當選彰化縣長。然而陳錫卿在上任縣長後卻以彰化市稅收彌補各鄉鎮財政，反而使改制後的彰化市建設不如省轄市時期那樣順利，引起彰化市民不滿。:242-2431954年第二屆彰化縣長選舉時，彰化地方人士推出黨外陣營的日治時期社會運動家石錫勳出來與陳錫卿角逐。雖然選舉投票公佈結果由陳錫卿連任成功，然而首屆縣長選舉在彰化市獲得24,801票的陳錫卿，在第二屆在彰化市僅獲得8,098票，慘低於同樣當過彰化市長的石錫勳15,682票。
陳錫卿連任後，面對第三屆彰化縣長選舉，再度遇上捲土重來的石錫勳。陳錫卿陣營針對上屆選舉輸票的鄉鎮和美鎮、秀水鄉、花壇鄉、溪湖鎮等鄉鎮派心腹接近石錫勳的支持者，使其對陳某產生好感，縱使不支持他也不豎起反旗。並對上屆支持石錫勳者、而已成故人者表現出不念舊惡，為他們舉辦弔祭以慰其在天之靈，如以彰化縣黨部名義發動對故彰化縣黨部委員吳蘅秋的弔祭，爭取其遺族及故友好感。:285-286雖然在投票日當天，仍出現舞弊情況。如沿海地區出現許多處停電，由村里長或村里幹事收集身分證集中代投票，以及「安全措施」等現象，引發民眾衝突。:311最終陳錫卿仍以143,884票擊敗石錫勳的106,273連任成功。
陳錫卿在縣長任內整建八卦山風景區，並發起倡議建造遠東地區最巨大之佛像。於1956年由陳錫卿縣長主持破土奠基開工興建。1961年八卦山大佛完工。
在第三屆彰化縣長任期中，彰化縣發生1959年8月7日豪雨導致的「八七水災」，造成彰化縣一萬五千餘棟房屋倒塌，數千公頃良田毀於水患，更奪走超過兩百條人命。彰化縣為死亡人數最多的縣市。當時陳錫卿因與彰化市長賴通堯在8月7日上午前往臺北參加重要會議，彰化縣一度因水患造成對外交通、電訊中斷。造成陳錫卿滯留臺北無法返彰，直到10日中午始返回彰化縣。為此陳錫卿一度被譏為「不在縣長」，使其有口難辯，成為陳錫卿引以最大的遺憾。:220-221「八七水災」後，陳錫卿積極奔走，為災後重建不遺餘力。一年後使彰化縣恢復舊觀，流失的農田也經重劃復耕。也使陳錫卿得到縣民的推崇與懷念。:221

## 卸任後
卸任後，陳錫卿於1960年出任省政府民政廳長，並兼彰化銀行常任董事。
1967年被指派國民黨中央黨部副秘書長，兼中國電視公司常務董事、臺灣土地開發公司常務監察。
1970年，張寶樹出任國民黨秘書長，以陳錫卿幫助違紀參選的林澄秋當選臺中市長、幫助彰化縣黨外當選的省議員蕭錫齡為由，免職副秘書長。陳錫卿退出黨務系統，出任國民黨營齊魯公司董事長兼臺灣省選舉委會主任委員，最後以省政府顧問、行政院顧問退休。
陳錫卿在齊魯公司期間，在七十歲時因中風退休，全家自杭州一路的董事長宿舍搬出，搬到大安路一段。

## 家族
- 陳錫卿之女陳雪芳，為前雲林縣長廖禎祥之妻。
- 陳錫卿另一女婿黃明和，曾任第四屆立委，秀傳醫療體系總裁。

## 相關書籍及論文
- 許雪姬，《在「滿洲國」的臺灣人高等官：以大同學院的畢業生為例》，《臺灣史研究》第19卷第3期，2012年9月。
- 〈陳許碧梧女士訪問記錄〉，《口述歷史（五）》。臺北：中研院近史所，1994年6月初版。
- 〈陳錫卿「連中三元」〉，台灣時報社集體探訪，《政海浮沉錄》，鳳山市：《台灣時報》社，1977年9月。頁218-221。

| 政府职务      | 政府职务                                        | 政府职务      |
| ------------- | ----------------------------------------------- | ------------- |
| 彰化縣政府    |                                                 |               |
| 前任： 江繼五 | 彰化縣縣長 第一-三屆 1951年6月1日－1960年6月2日 | 繼任： 呂世明 |